# قتلی در پایان دنیا
قتلی در پایان دنیا (به انگلیسی: A Murder at the End of the World) یک مینی‌سریال تلویزیونی آمریکایی در ژانر جنایی دلهره‌آور روان‌شناختی است که توسط بریت مارلینگ و زال باتمانقلیچ برای شبکهٔ اف‌ایکس ساخته شده است. اما کورین در این سریال نقش یک کارآگاه تازه‌کار به نام داربی هارت را ایفا می‌کند که تلاش می‌کند قتلی را در یک پناهگاه دور افتاده واقع در شمالگان در ایسلند حل کند. بریت مارلینگ، کلایو اوون، هریس دیکینسون، جوآن چن، و آلیس براگا دیگر بازیگران سریال هستند.
قتلی در پایان دنیا که پنجمین همکاری بین مارلینگ و باتمانقلیچ است، دو قسمت نخست خود را در ۱۴ نوامبر ۲۰۲۳، از هولو پخش کرد، و ما بقی قسمت‌ها تا ۱۹ دسامبر ۲۰۲۳، به صورت هفتگی به نمایش درآمدند. این سریال قرار بود در ۲۹ اوت ۲۰۲۳، منتشر شود، اما به دلیل اعتصابات ۲۰۲۳ سگ-افترا به تعویق افتاد.